# Larissa Anatoljewna Popugajewa
Larissa Anatoljewna Popugajewa, russisch Лариса Анатольевна Попугаева, geborene Grinzewitsch (russisch Гринцевич) (* 3. September 1923 in Kaluga; † 19. September 1977 in Leningrad) war eine russische Geologin, die 1954 nach systematischer Suche die erste Diamantmine (Sarniza) in Form von Kimberlit-Schloten in Sibirien entdeckte.
Larissa Popugajewas Vater Anatoli Grinzewitsch war überzeugter Kommunist (er nannte seine Tochter Neli in Anlehnung an die rückwärtige Buchstabenfolge von Lenin, was ihr Rufname wurde) und Sekretär des Bezirksausschusses von Odessa, aber in den Säuberungswellen 1937 zu 10 Jahren Isolationshaft verurteilt, und auch Larissa Popugajewa wuchs so als Tochter eines offiziell abgestempelten Volksfeindes auf. Die Tochter war oft vor dem Gefängnis, um zu versuchen einen Blick auf den Vater zu erhalten, in Wirklichkeit wurde er schon 1937 erschossen. Die Familie (neben der Mutter noch eine Schwester) zog nach Leningrad, wo sie ein Geologiestudium begann. Sie meldete sich im Zweiten Weltkrieg freiwillig zur Armee, nachdem sie erst eine Krankenschwester-Ausbildung begann, und war 1942 bis 1945 bei der Flakabwehr in Moskau. 1944 trat sie der Kommunistischen Partei bei. Nach dem Krieg setzte sie ihr Geologie- und Geochemie-Studium fort mit dem Abschluss 1950. Zu ihren Lehrern gehörte S. S. Kusnezow. 1950/51 war sie Mitglied einer geologischen Expedition nach Sibirien (Gebiet der Flüsse Tunguska und Lena), wo schon seit langem vergeblich nach Diamantminen gesucht wurde, was ab 1946 von Stalin forciert worden war. 1951 war sie im arktischen Teil des Ural. 1952 heiratete sie Wiktor Popugajew und bekam eine Tochter Natascha. 1953 war sie wieder auf einer Expedition der Geologin Natalja Nikolajewna Sarsadskich im Gebiet des Flusses Marcha, an dessen Nebenfluss Daldyn sie als Fremdminerale viele rote Granate (Pyrop) und Ilmenit fanden und auch späte mikroskopische Diamanten im Test im Röntgengerät. Dass Granate Begleitmineralien von Diamanten waren, war schon aus Südafrika bekannt. Beide Geologinnen hatten die entscheidende Idee, der Pyrop-Spur zu folgen und sich der Quelle durch Beobachtung von deren Grad der Abnutzung während des Transports längs des Flusses zu nähern (die Diamanten selbst nutzten sich nicht ab im Gegensatz zu ihren Begleitmineralen). Dort, wo die Spur endete, musste das Muttergestein der Diamanten sein, der Kimberlit-Schlot. Im August 1954 kehrte Popugajewa allein ins Untersuchungsgebiet zurück (Sarsadskich hatte gerade ein Kind bekommen) und entdeckte so das Vorkommen „Sarniza“ (Wetterleuchten), dessen Bedeutung und Ergiebigkeit aber erst in den 1980er Jahren erkannt wurde. In dem Gebiet suchten sowjetische Geologen (Aminskaja-Expedition) schon seit der ersten Entdeckung eines Diamanten am Wiljui 1949, ohne eine Mine zu finden. Popugajewa beging den Fehler, ihre Entdeckung und die Methode den Geologen der Aminskaja-Expedition anzuvertrauen, die sie sogleich für sich vereinnahmten und sie sogar einen Vertrag unterzeichnen ließen. Nach der Rückkehr nach Leningrad wurde sie deshalb von ihren Kollegen heftig getadelt und dies behinderte auch ihre weitere Karriere in Leningrad.
Die ersten großen Minen (Mirny, Udatschnaja) wurden mit ihrer Methode 1955 gefunden, und die Lorbeeren für die Diamantfunde ernteten zunächst andere. Als 1957 sechs Geologen für Diamantfunde den Leninpreis erhielten, war sie nicht darunter. 
Die Anerkennung für ihre Leistung kam erst Anfang der 1970er Jahre. 1970 wurde sie in Leningrad promoviert (Kandidatentitel). Sie arbeitete dort als Expertin für Edelsteine unter anderem für den Zoll und die Eremitage. Ein Atlas der Edelsteinvorkommen der Sowjetunion blieb unveröffentlicht. Sie starb an einem Aneurysma der Aorta. 2004 wurde ihr in Udatschny ein Denkmal gesetzt.